# Oda Spelbos
Oda Spelbos (Utrecht, 9 november 1964) is een Nederlandse actrice en regisseuse.
Spelbos speelt sinds 1985 toneel bij diverse theatergezelschappen. Vanaf 1992 nam zij deel aan vele hoorspelen. Zij maakte haar televisiedebuut in het improvisatietheater Glad IJs van Berend Boudewijn in 1991. Zij speelt vanaf 1990 rollen in enkele bekende en minder bekende televisieseries, zoals Unit 13, Baantjer, Hij en Julia, Gemeentebelangen en Verkeerd Verbonden. Bij het grote publiek werd Spelbos bekend door haar rol in de politieserie Flikken Maastricht. Hierin speelt zij Marion Dreesen, vaste compagnon van Romeo Sanders (acteur Sergio IJssel). In de laatste twee afleveringen van seizoen 14 speelde ze eveneens Rianne Dreesen, de tweelingzus van Marion.
Bij Flikken Maastricht maakte zij in seizoen 13 in aflevering tien haar regiedebuut.